# José Luis Martí
Pour les articles homonymes, voir Martí et Soler.
Josep Lluís Martí Soler est un footballeur espagnol né le 28 avril 1975 à Palma de Majorque (îles Baléares). Il évoluait au poste de milieu de terrain.

## Biographie
Le 3 août 2020, Martí est nommé entraîneur du CD Leganés, tout juste relégué en Segunda División.

## Palmarès
- Séville FC
  - Vainqueur de la Coupe d'Espagne : 2007
  - Vainqueur de la Supercoupe d'Espagne : 2007
  - Vainqueur de la Coupe de l'UEFA (2) : 2006, 2007
  - Vainqueur de la Supercoupe d'Europe : 2006